# Nemopteridae
Nemopteridae är en familj i insektsordningen nätvingar som innehåller cirka 150 kända arter, främst i varma och torra delar av världen som Afrika, sydvästra Asien, Australien och Sydamerika. I Europa återfinns endast ett fåtal arter ur denna familj, i Spanien, södra Frankrike, Bulgarien och Grekland.
Familjen indelas i två underfamiljer, trådvingesländor (Crocinae) och årvingesländor (Nemopterinae). Båda underfamiljerna utmärks av sina långa bakvingar, som hos trådvingesländorna är mycket smala, eller trådlika, till sin form. Årvingesländornas bakvingar är något bredare än trådvingesländornas, med utvidgad spets så att de påminner om ett årblad. Hos en del arter kan bakvingarna vara mer än dubbelt så långa som framvingarna.
Som fullbildade insekter, imago är arterna i familjen växtätare som främst livnär sig på pollen, men som larver är de rovdjur som tar andra, mindre ryggradslösa smådjur, som myror. Larverna fångar sina byten genom att vänta på dem delvis nedgrävda i marken. 
Hos trådvingesländorna, som ofta håller till i grottor, även om de också kan hittas på andra mörka och ostörda platser, lever larverna på golvet i denna. Hos årvingesländorna hittas larverna i mer sandiga områden.